# Cipaieni
Cipaieni – wieś w Rumunii, w okręgu Marusza, w gminie Sânger. W 2011 roku liczyła 694 mieszkańców.